# Jackson (Minnesota)
Jackson è una città degli Stati Uniti d'America, situata in Minnesota, nella Contea di Jackson, della quale è anche il capoluogo.